# Барич (Голубац)
Барич је насеље у Србији у општини Голубац у Браничевском округу. Према попису из 2022. било је 282 становника.

## Историја
Барич је у средњем веку било метох манастира Тисман и Водица. Село је, заједно са селом Бикиње манастирима даровао кнез Лазар Хребељановић.

## Демографија
У насељу Барич живи 382 пунолетна становника, а просечна старост становништва износи 43,6 година (42,6 код мушкараца и 44,6 код жена). У насељу има 128 домаћинстава, а просечан број чланова по домаћинству је 3,63.
Ово насеље је великим делом насељено Србима (према попису из 2002. године), а у последња три пописа, примећен је пад у броју становника.
|  |

| Демографија | Демографија | Демографија |
| Година      | Становника  | Становника  |
| ----------- | ----------- | ----------- |
| 1948.       | 790         |             |
| 1953.       | 800         |             |
| 1961.       | 797         |             |
| 1971.       | 722         |             |
| 1981.       | 703         |             |
| 1991.       | 641         | 516         |
| 2002.       | 464         | 610         |
| 2011.       | 352         |             |

| Етнички састав према попису из 2002.‍ | Етнички састав према попису из 2002.‍ | Етнички састав према попису из 2002.‍ | Етнички састав према попису из 2002.‍ | Етнички састав према попису из 2002.‍ |
| ------------------------------------ | ------------------------------------ | ------------------------------------ | ------------------------------------ | ------------------------------------ |
|                                      |                                      |                                      |                                      |                                      |
| Срби                                 | Срби                                 |                                      | 452                                  | 97,41%                               |
| Југословени                          | Југословени                          |                                      | 6                                    | 1,29%                                |
| Муслимани                            | Муслимани                            |                                      | 2                                    | 0,43%                                |
| Македонци                            | Македонци                            |                                      | 2                                    | 0,43%                                |
| Румуни                               | Румуни                               |                                      | 1                                    | 0,21%                                |
| Власи                                | Власи                                |                                      | 1                                    | 0,21%                                |
| непознато                            | непознато                            |                                      | 0                                    | 0,0%                                 |

| Година пописа     | 1948. | 1953. | 1961. | 1971. | 1981. | 1991. | 2002. |
| ----------------- | ----- | ----- | ----- | ----- | ----- | ----- | ----- |
| Број домаћинстава | 186   | 184   | 176   | 158   | 148   | 140   | 128   |

| Број чланова      | 1  | 2  | 3  | 4  | 5  | 6  | 7  | 8 | 9 | 10 и више | Просек |
| ----------------- | -- | -- | -- | -- | -- | -- | -- | - | - | --------- | ------ |
| Број домаћинстава | 23 | 25 | 22 | 13 | 16 | 16 | 10 | 0 | 3 | 0         | 3,63   |

| Пол    | Укупно | Неожењен/Неудата | Ожењен/Удата | Удовац/Удовица | Разведен/Разведена | Непознато |
| ------ | ------ | ---------------- | ------------ | -------------- | ------------------ | --------- |
| Мушки  | 187    | 39               | 126          | 16             | 6                  | 0         |
| Женски | 199    | 19               | 126          | 45             | 9                  | 0         |
| УКУПНО | 386    | 58               | 252          | 61             | 15                 | 0         |

| Пол    | Укупно                    | Пољопривреда, лов и шумарство | Рибарство                            | Вађење руде и камена | Прерађивачка индустрија       |
| ------ | ------------------------- | ----------------------------- | ------------------------------------ | -------------------- | ----------------------------- |
| Мушки  | 118                       | 95                            | 0                                    | 1                    | 2                             |
| Женски | 64                        | 58                            | 0                                    | 0                    | 0                             |
| УКУПНО | 182                       | 153                           | 0                                    | 1                    | 2                             |
| Пол    | Производња и снабдевање   | Грађевинарство                | Трговина                             | Хотели и ресторани   | Саобраћај, складиштење и везе |
| Мушки  | 0                         | 4                             | 6                                    | 2                    | 0                             |
| Женски | 0                         | 0                             | 2                                    | 1                    | 0                             |
| УКУПНО | 0                         | 4                             | 8                                    | 3                    | 0                             |
| Пол    | Финансијско посредовање   | Некретнине                    | Државна управа и одбрана             | Образовање           | Здравствени и социјални рад   |
| Мушки  | 0                         | 1                             | 3                                    | 2                    | 1                             |
| Женски | 0                         | 0                             | 1                                    | 1                    | 0                             |
| УКУПНО | 0                         | 1                             | 4                                    | 3                    | 1                             |
| Пол    | Остале услужне активности | Приватна домаћинства          | Екстериторијалне организације и тела | Непознато            | Непознато                     |
| Мушки  | 1                         | 0                             | 0                                    | 0                    | 0                             |
| Женски | 0                         | 0                             | 0                                    | 1                    | 1                             |
| УКУПНО | 1                         | 0                             | 0                                    | 1                    | 1                             |